# Saliha Sultan (figlia di Ahmed III)
Saliha Sultan (turco ottomano: صالحہ سلطان, lett. "la devota"; Costantinopoli, 21 marzo 1715 – Costantinopoli, 11 ottobre 1778) è stata una principessa ottomana, figlia del sultano Ahmed III e della consorte Hatem Kadin.

## Origini
Saliha Sultan nacque a Costantinopoli, nel Palazzo Topkapi, il 21 marzo 1715. Suo padre era il sultano ottomano Ahmed III, sua madre una delle sue consorti, Hatem Kadin. Aveva un fratello gemello, Şehzade Selim, morto nel febbraio 1718. 

## Matrimoni
Saliha Sultan si sposò cinque volte:
- Il 28 maggio 1728 sposò Sari Mustafa Pasha, figlio di Gazi Hüseyin Pasha. Il fidanzamento era stato formalizzato tre giorni prima. Alla sposa vennero assegnati 10.000 ducati d'oro come dote e un palazzo a Eyüp, il Palazzo Bahariye. Insieme ebbero almeno un figlio e una figlia. Saliha rimase vedova nel 1731[1][4][5].
- Il 30 giugno 1740 sposò Sarhoş Ali Pasha, figlio di Abdi Pasha. Rimase vedova nel 1744[6][4][7][8].
- Nel 1745 sposò Hatibzade Yahya Pasha. Rimase vedova nel 1755[9][10].
- Il 6 aprile 1758 sposò Koca Mehmed Ragıp Pasha. Lo sposo aveva quasi vent'anni più di lei. Rimase vedova nel 1763[11][12].
- Il 9 maggio 1764 sposò Turşu Mehmed Pasha, Visir e in precedenza Ağa dei giannizzeri e Kapudan della flotta. Rimase vedova nel 1770[13][12][7][8].

## Morte
Saliha Sultan morì nel suo palazzo l'11 ottobre 1778. Venne sepolta nel cimitero di Eyup. I suoi beni e il suo palazzo vennero assegnati alla nipote Esma Sultan, figlia del suo fratellastro, il sultano Abdulhamid I.

## Discendenza
Saliha Sultan ebbe un figlio e quattro figlie.
Dal suo primo matrimonio, Saliha ebbe almeno un figlio e una figlia:
- Sultanzade Ahmed Bey (1729 - 1736).
- Fatma Hanimsultan (? - ?). Nel 1748 sposò Ibrahim Bey, fratello di Hatibzade Yahya Pasha, terzo marito della madre.

Saliha ebbe anche altre tre figlie, ma non è noto da quale matrimonio siano nate:
- Ayşe Hanimsultan (? - 1754). Sepolta nel cimitero di Eyüp.
- Emine Hanimsultan (? - 12 maggio 1783). Sepolta nel cimitero di Eyüp.
- Hatice Hanimsultan (? - ?). Sposò Mehmed Bey, nipote di Fatma Sultan, la quale era una sorellastra di Saliha.